# Ye Jianying
Ye Jianying (ur. 28 kwietnia 1897, zm. 22 października 1986) – chiński wojskowy i polityk komunistyczny, marszałek CHhRL, formalna głowa państwa w latach 1978–1983.

## Działalność
Był prodziekanem wojskowej Akademii Whampoa. W 1924 roku wstąpił do Komunistycznej Partii Chin. W czasie wojny domowej z Kuomintangiem w latach 1927–1937 jeden z głównych dowódców sił komunistycznych. Był jednym z twórców planu Długiego Marszu i jego uczestnikiem.
Od 1945 roku członek KC KPCh, w 1955 roku został marszałkiem ChRL. Od 1966 roku członek Biura Politycznego Partii. 
Stronnik Deng Xiaopinga; w 1976 roku jako głównodowodzący armii zorganizował aresztowanie bandy czworga i przekonał do tego kroku Hua Guofenga.
W latach 1978–1983 jako Przewodniczący Stałego Komitetu Ogólnochińskiego Zgromadzenia Przedstawicieli Ludowych był formalnie głową państwa. 30 września 1981 roku jako jeden z pierwszych chińskich polityków podjął kwestię pokojowego zjednoczenia z Tajwanem; 9-punktowa deklaracja Ye stała się później podstawą doktryny jeden kraj, dwa systemy.
Po 1985 roku wycofał się z polityki.